# 弗雷德里克·基布尔
弗雷德里克·基布尔爵士（英語：Sir Frederick William Keeble，1870年3月2日—1952年10月19日）是一位英国植物学家，1913年当选皇家学会会士，1920到1927年担任牛津大学的谢拉德植物学教授，1937到1941年担任富勒生理学教授